# Pleurothallis tyria
Pleurothallis tyria är en orkidéart som beskrevs av Carlyle August Luer och Alexander Charles Hirtz. Pleurothallis tyria ingår i släktet Pleurothallis och familjen orkidéer.
Artens utbredningsområde är Ecuador. Inga underarter finns listade i Catalogue of Life.